# Wybory parlamentarne w Irlandii w 1997 roku
     Demokratyczna Lewica
     Fianna Fáil
     Fine Gael
     Partia Zielonych
     Partia Pracy
     Progresywni Demokraci
     Sinn Féin
     Partia Socjalistyczna
     bezpartyjni
     Ceann Comhairle

Wyniki wyborów:
Demokratyczna Lewica
Fianna Fáil
Fine Gael
Partia Zielonych
Partia Pracy
Progresywni Demokraci
Sinn Féin
Partia Socjalistyczna
bezpartyjni
Ceann Comhairle

Wybory parlamentarne w Irlandii odbyły się 6 czerwca 1997 roku. Kandydaci walczyli o 166 miejsc w Dáil Éireann. Ceann Comhairle (przewodniczący parlamentu), który zgodnie z prawem uzyskałby automatycznie reelekcję, tym razem zrezygnował z przedłużenia mandatu. W Irlandii obowiązuje ordynacja proporcjonalna (system pojedynczego głosu przechodniego).
Wybory przyniosły porażkę laburzystom, którzy stracili niemal połowę mandatów w Dáil. Ponad połowę mandatów stracili również Progresywni Demokraci. Zyskały partie prawicowe: rządząca Fine Gael i opozycyjna Fianna Fáil, a także mniejsze ugrupowania lewicowe. Zieloni podwoili swój stan posiadania, po jednym przedstawicielu wprowadziła do parlamentu Sinn Féin oraz nowo założona Partia Socjalistyczna.
Wskutek wyborów centrolewicowa koalicja Fine Gael, laburzystów i Demokratycznej Lewicy ustąpiła miejsca centroprawicowej koalicji Fianna Fáil i Progresywnych Demokratów. Nowym premierem Irlandii został Bertie Ahern.

## Wyniki wyborów
| Partia                    | Liczba głosów | %     | +/–% | Liczba mandatów | +/– |
| ------------------------- | ------------- | ----- | ---- | --------------- | --- |
| Fianna Fáil               | 703 682       | 39,33 |      | 77              | +9  |
| Fine Gael                 | 499 936       | 27,95 |      | 54              | +9  |
| Partia Pracy              | 186 044       | 10,4  |      | 17              | -16 |
| bezpartyjni               | 123 102       | 6,88  |      | 6               | +2  |
| Progresywni Demokraci     | 83 765        | 4,68  |      | 4               | -6  |
| Demokratyczna Lewica      | 44 901        | 2,51  |      | 4               | ±0  |
| Partia Zielonych          | 49 323        | 2,76  |      | 2               | +1  |
| Sinn Féin                 | 45 614        | 2,55  |      | 1               | +1  |
| Partia Socjalistyczna     | 12 445        | 0,7   |      | 1               | +1  |
| inni                      | 40 173        | 2,25  |      | 0               |     |
| Razem (frekwencja: 65,9%) | 1 806 932     | 100   |      | 166             |     |

W sumie oddano 1 788 985 głosów ważnych; z kolei głosów nieważnych było 17947.

## Wybory uzupełniające
W trakcie kadencji 28. Dáil kilkakrotnie odbywały się wybory uzupełniające. W pięciu przypadkach spowodowane były śmiercią urzędującego członka parlamentu. W jednym przypadku członek Dáil Ray Burke (Fianna Fáil) musiał zrezygnować z powodu oskarżenia o korupcję.
- 11 marca 1998, okręg Limerick East, James Kemmy (Partia Pracy) zastąpiony przez Jana O'Sullivana (Partia Pracy)
- 11 marca 1998, okręg Dublin North, Ray Burke (Fianna Fáil) zastąpiony przez Seána Ryana (Partia Pracy)
- 23 października 1998, okręg Cork South Central, Hugh Coveney (Fine Gael) zastąpiony przez Simona Coveneya (Fine Gael)
- 27 października 1999, okręg Dublin South Central, Pat Upton (Partia Pracy) zastąpiony przez Mary Upton (Partia Pracy)
- 22 czerwca 2000, okręg Tipperary South Michael Ferris (Partia Pracy) zastąpiony przez Séamusa Healy'ego (niezależny)
- 20 czerwca 2001, okręg Tipperary South, Theresa Ahearn (Fine Gael) zastąpiona przez Toma Hayesa (Fine Gael).